# Joshua King (football)
Pour les articles homonymes, voir Joshua King et King.
Joshua King, né le 15 janvier 1992 à Oslo, est un footballeur international norvégien qui évolue au poste d'attaquant au Khaleej FC.

## Biographie
Formé à Manchester United, Joshua King ne dispute que deux matchs avec l'équipe première entre 2009 et 2013, dont son premier match de Ligue des champions contre Galarasaray le 20 novembre 2012 (défaite 0-1).
Le 2 janvier 2013, il rejoint le club des Blackburn Rovers, équipe évoluant en deuxième division anglaise. À la fin de la saison, il est définitivement scellé au club de D2.
Après deux saisons passées à Blackburn, il rejoint le club promu en Premier League, l'AFC Bournemouth. Il se distingue notamment lors de la saison 2016-2017, lors de laquelle il inscrit un total impressionnant de 16 buts en Premier League, marquant notamment lors du match nul obtenu à Old Trafford contre son ancien club de Manchester United (1-1), contre Chelsea (défaite 3-1) ou encore lors de la victoire serrée contre West Ham United (3-2).
Le 1er février 2021, King s'engage pour six mois avec l'Everton FC.
Le 9 juillet 2021, il rejoint Watford.
En 2022 il rejoint Fenerbahçe pour deux saisons.
À la fin du mercato d'été, le 29 août 2024, il signe un contrat d'un an au Toulouse FC. Le président du club, Damien Comolli, déclare que ce transfert est une conséquence de la crise des montants des droits télévisés, que Fenerbahçe, dont il est un ancien, n'a demandé aucune indemnité et surtout que Joshua King, âgé de 32 ans à l'époque, a accepté un salaire ridicule équivalent de jeunes de « moins de 15 ans ».

## Statistiques
| Saison                | Club                            | Championnat           | Championnat | Championnat | Coupe nationale | Coupe nationale | Coupe de la Ligue | Coupe de la Ligue | Compétition(s) continentale(s) | Compétition(s) continentale(s) | Compétition(s) continentale(s) | Total | Total |
| Saison                | Club                            | Division              | M.          | B.          | M.              | B.              | M.                | B.                | Comp.                          | M.                             | B.                             | M.    | B.    |
| 2009-2010             | Manchester United               | Premier League        | -           | -           | -               | -               | 1                 | 0                 | -                              | -                              | -                              | 1     | 0     |
| 2012-2013             | Manchester United               | Premier League        | -           | -           | -               | -               | -                 | -                 | C1                             | 1                              | 0                              | 1     | 0     |
| Sous-total            | Sous-total                      | Sous-total            | -           | -           | -               | -               | 1                 | 0                 | -                              | 1                              | 0                              | 2     | 0     |
| 2010-2011             | Preston North End (prêt)        | Championship          | 8           | 0           | -               | -               | 2                 | 1                 | -                              | -                              | -                              | 10    | 1     |
| 2011-2012             | Borussia Mönchengladbach (prêt) | Bundesliga            | 2           | 0           | -               | -               | -                 | -                 | -                              | -                              | -                              | 2     | 0     |
| 2011-2012             | Hull City (prêt)                | Championship          | 18          | 1           | 1               | 0               | -                 | -                 | -                              | -                              | -                              | 19    | 1     |
| Sous-total            | Sous-total                      | Sous-total            | 28          | 1           | 1               | 0               | 2                 | 1                 | -                              | -                              | -                              | 31    | 2     |
| 2012-2013             | Blackburn Rovers (prêt)         | Championship          | 16          | 2           | 4               | 0               | -                 | -                 | -                              | -                              | -                              | 20    | 2     |
| 2013-2014             | Blackburn Rovers                | Championship          | 32          | 2           | 2               | 0               | 1                 | 0                 | -                              | -                              | -                              | 35    | 2     |
| 2014-2015             | Blackburn Rovers                | Championship          | 16          | 1           | 2               | 3               | 1                 | 0                 | -                              | -                              | -                              | 19    | 4     |
| Sous-total            | Sous-total                      | Sous-total            | 64          | 5           | 8               | 3               | 2                 | 0                 | -                              | -                              | -                              | 74    | 8     |
| 2015-2016             | AFC Bournemouth                 | Premier League        | 31          | 6           | 2               | 1               | 2                 | 0                 | -                              | -                              | -                              | 35    | 7     |
| 2016-2017             | AFC Bournemouth                 | Premier League        | 36          | 16          | -               | -               | -                 | -                 | -                              | -                              | -                              | 36    | 16    |
| 2017-2018             | AFC Bournemouth                 | Premier League        | 33          | 8           | -               | -               | 1                 | 1                 | -                              | -                              | -                              | 34    | 9     |
| 2018-2019             | AFC Bournemouth                 | Premier League        | 35          | 12          | -               | -               | 3                 | 0                 | -                              | -                              | -                              | 38    | 12    |
| 2019-2020             | AFC Bournemouth                 | Premier League        | 26          | 6           | -               | -               | 1                 | 0                 | -                              | -                              | -                              | 27    | 6     |
| 2020-2021             | AFC Bournemouth                 | Championship          | 12          | 0           | 2               | 3               | -                 | -                 | -                              | -                              | -                              | 14    | 3     |
| Sous-total            | Sous-total                      | Sous-total            | 173         | 48          | 4               | 4               | 7                 | 1                 | -                              | -                              | -                              | 184   | 53    |
| 2020-2021             | Everton FC                      | Premier League        | 11          | 0           | -               | -               | -                 | -                 | -                              | -                              | -                              | 11    | 0     |
| Sous-total            | Sous-total                      | Sous-total            | 11          | 0           | -               | -               | -                 | -                 | -                              | -                              | -                              | 11    | 0     |
| 2021-2022             | Watford FC                      | Premier League        | 32          | 5           | -               | -               | 1                 | 0                 | -                              | -                              | -                              | 33    | 5     |
| Sous-total            | Sous-total                      | Sous-total            | 32          | 5           | -               | -               | 1                 | 0                 | -                              | -                              | -                              | 33    | 5     |
| 2022-2023             | Fenerbahçe SK                   | Superlig              | 16          | 4           | 4               | 2               | -                 | -                 | C1+C3                          | 2+5                            | 0+1                            | 27    | 7     |
| 2023-2024             | Fenerbahçe SK                   | Superlig              | 16          | 2           | 2               | 0               | -                 | -                 | C4                             | 9                              | 3                              | 27    | 5     |
| Sous-total            | Sous-total                      | Sous-total            | 32          | 6           | 6               | 2               | -                 | -                 | -                              | 16                             | 4                              | 54    | 12    |
| 2024-2025             | Toulouse FC                     | Ligue 1               | 28          | 6           | 2               | 0               | -                 | -                 | -                              | -                              | -                              | 30    | 6     |
| Total sur la carrière | Total sur la carrière           | Total sur la carrière | 390         | 73          | 21              | 9               | 13                | 2                 | -                              | 17                             | 4                              | 441   | 88    |

## Palmarès
- Fenerbahçe SK:
  - Coupe de Turquie en 2023